# Sand Hill, Pennsylvania
Sand Hill är en ort i Lebanon County, Pennsylvania, USA.